# 绒叶木姜子
绒叶木姜子（学名：Litsea wilsonii）为樟科木姜子属下的一个种。